# Transporter (album)
Transporter – debiutancki album zespołu ΠR2, wydany w 2005.
W „Magazynie Perkusista” (7-8/2018) album znalazł się na 38. miejscu w rankingu „100 polskich płyt najważniejszych dla perkusistów”.

## Lista utworów
Źródło:.
1. „Nowe buty” (S. Cleancy, Wojciech Pilichowski, Marek Raduli, arr. Wojciech Pilichowski, Marek Raduli) – 4:45
2. „Blues w in” (Marek Raduli, arr. Marek Raduli) – 5:07
3. „Lewel” (Marek Raduli, arr. Marek Raduli) – 5:29
4. „Johan” (Marek Raduli, arr. Marek Raduli) – 5:44
5. „Smut” (Marek Raduli, T. Bidiuk, arr. Marek Raduli, T. Bidiuk) – 4:26
6. „Odwaga trwa” (Wojciech Pilichowski, arr. Wojciech Pilichowski, Marek Raduli) – 4:19
7. „E-impro” (Marek Raduli, arr. Marek Raduli, Wojciech Pilichowski) – 5:13
8. „Pamięć o T.C.O.” (Marek Raduli, arr. Marek Raduli) – 4:33
9. „Riff Connection” (Wojciech Pilichowski, arr. Wojciech Pilichowski, Marek Raduli) – 3:37
10. „DB” (Marek Raduli, arr. Marek Raduli) – 12:52

## Twórcy
Źródło:.
- Marek Raduli – gitara elektryczna
- Wojciech Pilichowski – gitara basowa
- Tomasz Łosowski – perkusja

oraz
- Wojciech Olszak – instrumenty klawiszowe („DB”)
- Adam Bałdych – skrzypce („DB”)